# Pherbina intermedia
Pherbina intermedia – gatunek muchówki z rodziny smętkowatych.
Muchówka ta ma czułki z członem drugim o dolnej i górnej krawędzi prawie równoległych. Skrzydła jej mają zwykle dobrze wykształcone siateczkowanie w komórkach kubitalnych, w większości niezredukowane do postaci izolowanych kropek. Narządy rozrodcze samców charakteryzuje brak kępki czarnych szczecin na gonostylach.
Owad znany z Hiszpanii, Francji, Belgii, Holandii, Szwecji, Danii, Niemiec, Szwajcarii, Austrii, Włoch, Polski, Czech, Słowacji, Węgier, Słowenii, Chorwacji, Bośni i Hercegowiny, Rumunii, Estonii, Łotwy, Litwy, Rosji, wschodniej Palearktyki i krainy orientalnej.